# 구자라트인
구자라트인은 인도 구자라트주에 주로 거주하며 인도아리아어군 구자라트어를 사용하는 인도아리아인 민족이다. 대표적인 구자라트인으로는 현 인도 공화국의 국부인 모한다스 카람찬드 간디와 파키스탄 이슬람 공화국의 국부인 무함마드 알리 진나, 현 인도 공화국의 총리인 나렌드라 다모다르다스 모디가 있다.

## 같이 보기
- 힌두 스와라지